# Lucas Basset
Lucas Basset, né le 28 mars 1991, est un orienteur français.

## Biographie
Lucas Basset est parrainé aux Étoiles du sport par Thierry Gueorgiou.
Lucas Basset devient en 2011 Champion du monde en junior, dans la catégorie Sprint.
Il remporte la médaille d'or de la course moyenne distance aux Championnats de France de course d'orientation 2018.

## Palmarès

### Championnats du monde
- , Relais, 2017
- , Moyenne Distance, 2015
- , Relais, 2015
- , Relais, 2018
- , Relais, 2019

### Championnats d'Europe
- , Relais, 2012
- , Relais, 2018

### Jeux mondiaux militaires
- Médaille de bronze en relais aux Jeux mondiaux militaires de 2019 à Wuhan[2].